# Pristava, Tržič
Pristava este o localitate din comuna Tržič, Slovenia, cu o populație de 912 locuitori.